# Attatha
Attatha là một chi bướm đêm thuộc họ Noctuidae.

## Các loài
- Attatha attathoides (Karsch, 1896)
- Attatha barlowi A.E. Prout, 1921
- Attatha ethiopica Hampson, 1910
- Attatha flavata Swinhoe, 1917 (đồng nghĩa: Attatha coccinea Swinhoe, 1917)
- Attatha gaetana (Oberthuer, 1923)
- Attatha ino (Drury, 1782) (đồng nghĩa: Attatha mundicolor (Walker, 1865), Attatha notata (Fabricius, 1794))
- Attatha metaleuca Hampson, 1913
- Attatha regalis (Moore, 1872)
- Attatha sinuosa (Laporte, 1973)